# Sobasina sylvatica
Sobasina sylvatica là một loài nhện trong họ Salticidae.
Loài này thuộc chi Sobasina. Sobasina sylvatica được Edmunds & Jerzy Prószyński miêu tả năm 2001.